# 2000년 K리그 챔피언결정전
K리그 챔피언 결정전은 K리그의 18번째 챔피언을 가리는 토너먼트 대회이자 안양 LG 치타스가 부천 SK를 꺾고 우승을 차지했다.